# Iijoki
Der Iijoki [ˈiːjɔki] (schwedisch Ijo älv) ist ein Fluss im Norden Finnlands. Er entspringt im Iijärvi-See in der Gemeinde Kuusamo und fließt durch die Städte Taivalkoski, Pudasjärvi und Yli-Ii und mündet bei Ii in den Bottnischen Meerbusen. Mit einer Länge von 370 km ist er der viertlängste Fluss Finnlands. Sein Einzugsgebiet umfasst eine Fläche von 14.191 km².
Zwischen Quelle und Mündung bewältigt der Iijoki einen Höhenunterschied von 250 Metern. Der Fluss hat zahlreiche Stromschnellen. Diejenigen am Unterlauf sind für die Zwecke der Wasserkraft eingespannt. Seit 1956 entstanden die fünf Wasserkraftwerke Maalismaa, Kierikki, Pahkakoski, Haapakoski und Raasakka. Am Oberlauf ist der Fluss dagegen weitgehend im Naturzustand belassen.
Der Iijoki war lange ein wichtiger Verkehrsweg. Im Mittelalter nutzten sowohl die an der Küste des Bottnischen Meerbusens siedelnden Finnen als die Karelier der Weißmeerküste den Fluss für Handelsreisen und zogen zur Jagd in die Wildnis des von halbnomadischen Samen bewohnten Flusstals. Im 16. Jahrhundert breitete sich die sesshafte Besiedlung entlang des Iijoki aus. Bis ins 19. Jahrhundert war der Fluss der einzige Verkehrsweg, über den Orte wie Pudasjärvi erreicht werden konnten. Auch nachdem Straßen angelegt worden waren, wurde der Iijoki für die Flößerei genutzt, die erst 1998 eingestellt wurde.

## Wasserkraftwerke
Am Iijoki befinden sich fünf größere Wasserkraftwerke.
| Name       | Fertig- stellung | Fallhöhe in m | Leistung in MW | Betreiber |
| ---------- | ---------------- | ------------- | -------------- | --------- |
| Haapakoski | 1963             | 36            | 36             | Voima Oy  |
| Pahkakoski | 1961             | 20,5          | 34             | Voima Oy  |
| Kierikki   |                  |               |                | Voima Oy  |
| Maalismaa  |                  |               |                | Voima Oy  |
| Raasakka   | 1971             | 21            | 58             | Voima Oy  |